# Chakouyi
Le Chakouyi (chinois simplifié : 岔口驿马 ; chinois traditionnel : 岔口驛馬 ; pinyin : Chàkǒu yì mǎ), ou cheval de poste de Chakou, est une race chevaline originaire du Gansu, en Chine, dont l'histoire est liée à la route de la soie et au développement des relais de poste en Chine. Ce petit cheval de selle capable d'ambler perdure jusqu'à nos jours, bien que les effectifs de la race soient en diminution ces dernières années. Il a été remarqué pour sa riche diversité génétique.

## Histoire
L'histoire du Chakouyi est intimement liée à celle de la route de la soie et à la  poste aux chevaux, puisque son élevage s'est développé tout au long de ces voies de commerce et de communication, sous le nom de 岔口驿马 / « chakouyi », qui signifie à peu près « station de transmission par la route ». Des chevaux doués d'une bonne endurance sont nécessaires pour transporter les marchandises, porter les messages, les ordres militaires, et les instructions de l'Empereur, notamment de - 206 à 907, époque où des élevages sont répartis tout au long de la route pour répondre à ce besoin en chevaux. Il est fréquent que ces animaux soient présentés en public, à la fois dans le cadre impérial et dans le cadre privé. Les temples bouddhistes détiennent alors les meilleurs étalons reproducteurs de la race. Bien que l'utilisation du Chakouyi dans les relais de poste et sur la route de la soie disparaisse progressivement, l'élevage perdure, de bons chevaux de selle restant nécessaires pour une foule d'activités.

## Description
Ce petit cheval est particulièrement bien adapté à la rigueur de son environnement, d'une grande longévité, et résistant aux maladies. La taille moyenne chez les juments est de 1,23 m, celle des mâles est de 1,30 m. Le poids moyen respectif va de 320 à 304 kg. L'animal est solidement bâti, sa silhouette s'inscrit dans un carré. La tête, sèche et au profil rectiligne, est de taille moyenne, avec de grands yeux brillants et de petites oreilles, pointant habituellement vers l'avant. L'encolure est moyennement longue. Le garrot est long sans être haut, la poitrine est large et profonde, le dos est de longueur moyenne, les reins sont larges mais courts. Le ventre est arrondi, la croupe inclinée et bien musclée. Les articulations et les tendons sont bien développés, les jambes ne présentent que peu de fanons et sont réputées pour leur bonne qualité.
La robe est toujours unie. Le bai clair est le plus commun, mais on trouve aussi du gris, de l'alezan et du noir. De nombreux sujets présentent une étoile en tête.
Le Chakouyi a la particularité de pouvoir aller l'amble naturellement, la connaissance de cette allure étant transmissible à la descendance. Comme la plupart des races natives de Chine, le Chakouyi dispose d'une bonne diversité génétique, avec notamment de nombreuses lignées maternelles différentes.

## Diffusion de l'élevage
C'est une race considérée comme commune et comme native de la Chine,,. Elle se trouve dans les xian autonome tibétain de Tianzhu, Yongdeng, et Gulang, tous trois situés dans le Gansu. La FAO recense 24 000 animaux en 1980, puis, en 1991, le cheptel total est compris dans une fourchette entre 10 000 et 18 648 têtes, avec une tendance à la baisse. En 2006, le nombre de chevaux Chakouyi a encore baissé, étant situé entre 8 356 et 9 855 têtes. Le  Chakouyi est reconnu officiellement par le gouvernement chinois, sous le numéro standard GB/T 24703-2009. D'après l'évaluation de la FAO réalisée en 2007, ce cheval n'est pas menacé d'extinction.